# Kroksjön (Laxå socken, Närke)
Kroksjön är en sjö i Laxå kommun i Närke och ingår i Norrströms huvudavrinningsområde. Sjöns area är 0,03 kvadratkilometer och den är belägen 134,1 meter över havet.